# ГД Ещорил Прая
Групо Дешпортиво Ещорил Прая (на португалски: Grupo Desportivo Estoril Praia), по-популярен като Ещорил Прая е португалски спортен клуб от град Ещорил, окръг Кашкайш, окръг Лисабон. Освен футбол, клуба развива и секция по баскетбол и футзал. Най-големите успехи на клуба са първо място в Лига де Онра през сезон 2011/12, след което двама играчи треньорът им получават награди за Най-добър млад играч на Лига де Онра през 2011/12, Най-добър вратар на Лига де Онра през 2011/12 и Най-добър треньор в Лига де Онра през 2011/12 съответно, както и достигането на груповата фаза на Лига Европа през 2013/14 и 2014/15.

## Успехи
- Купа на Португалия:
  -  Финалист (1): 1943/44
- Лига де Онра
  -  Шампион (2): 2003/04, 2011/12
  -  Вицешампион (1): 1991
- Купа на Португалската лига:
  -  Финалист (1): 2023/24
- Сегунда дивизиу
  -  Шампион (5): 1941/42, 1943/44, 1945/46, 1974/75, 2002/03

## Известни бивши футболисти
- Карлуш Мануел
- Педро Паулета
- Пауло Ферейра
- Ервин Санчес
- Томислав Ивкович

## Български футболисти
- Стойчо Младенов: 1991/93 - (39 мача - 7 гола)
- Илия Войнов: 1991/95 - (128 мача - 31 гола)